# 帕維隆湖
帕維隆湖是俄羅斯的湖泊，位於科雷馬低地，長16公里、寬11公里，面積119平方公里，平均水深29米，集水區面積186平方公里，湖水主要來自融雪，每年九月至翌年六月結冰。